# Orge du Tibet
Hordeum vulgare subsp. vulgare convar. vulgare var. trifurcatum
Variété
Classification phylogénétique
L’orge du tibet ou orge trifurquée (latin : Hordeum vulgare trifurcatum (L.) Trofim,,,, tibétain : ནས་, Wylie : nas, THL : né ; chinois : 青稞 ; pinyin : qīngkē ou chinois : 藏青稞 ; pinyin : zàng qīngkē), également appelée orge de l'Himalaya (latin : Hordeum vulgare var. himalayense),, est une variété d'orge commune poussant sur les hauts plateaux du Tibet. Comme les variétés escourgeons (également appelés orges d'hiver) et contrairement aux orges dits de printemps, elle résiste aux gels. C'est l'une des rares sources alimentaires végétales disponibles dans ces régions arides de haute altitude, elle y est cultivée depuis des millénaires. Des études démontrent les différences génétiques entre les orges sauvages du plateau tibétain et celles cultivées au Proche-Orient, dans le Croissant fertile, le probable lieu d'origine de la domestication de l'orge cultivé.
Dans le vocabulaire courant chinois, ces trois variétés sont associées :
- 藏青稞, zàng qīngkē ; Hordeum vulgare var. trifurcatum (Alefeld, Landw. Fl)[2]
- 青稞, qīngkē ; Hordeum vulgare var. nudum(Hook.f.)[10]
- 青稞, qīngkē ; Hordeum vulgare var. coeleste ( P. Beauvois)[11]

## Répartition géographique
On trouve ces variétés sur l'ensemble du plateau tibétain, depuis le sud-ouest de l'Himalaya (district de Dolpa, ou Dolpo, au Népal), jusqu'au nord-est de l'Himalaya (dans la province de Qinghai). On le trouve également dans les provinces du Gansu et du Sichuan.

## Caractéristiques
Le méristème de la glumelle a un appendice en triple fourche (trifurcatum).
L'orge du Tibet est capable de résister au froid et au gel, comme les escourgeons.

## Culture
Au Tibet, l'orge est planté un peu avant le nouvel an tibétain, qui a lieu de décembre à janvier selon les régions. Sur le plateau tibétain, cet orge est moissonné vers septembre.
À ville-préfecture de Shigatsé, il est moissonné vers août et est alors utilisé pour la préparation du qingke jiu et du tsampa.

## Utilisation alimentaire

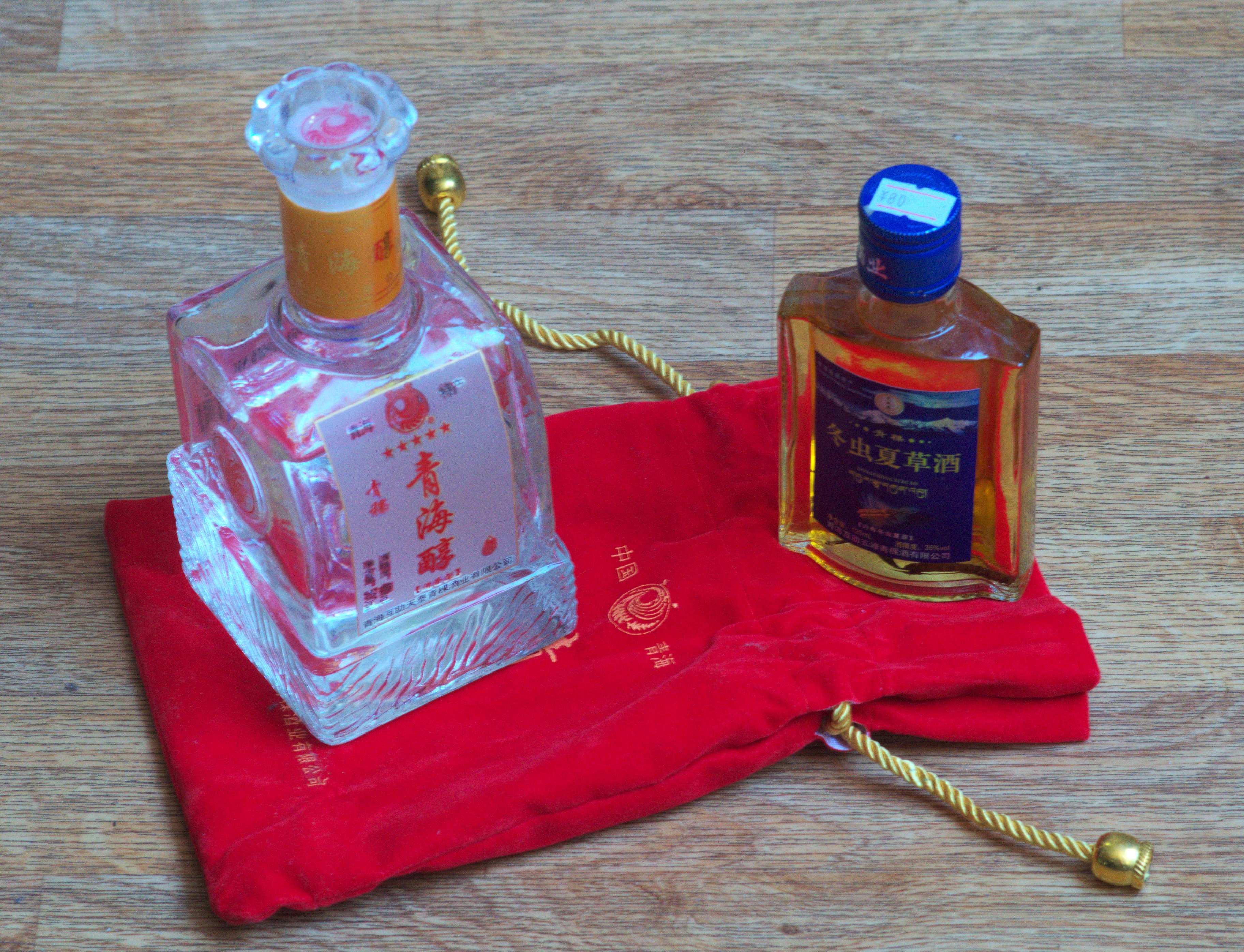
Deux bouteilles d'alcool d'orge du Tibet.

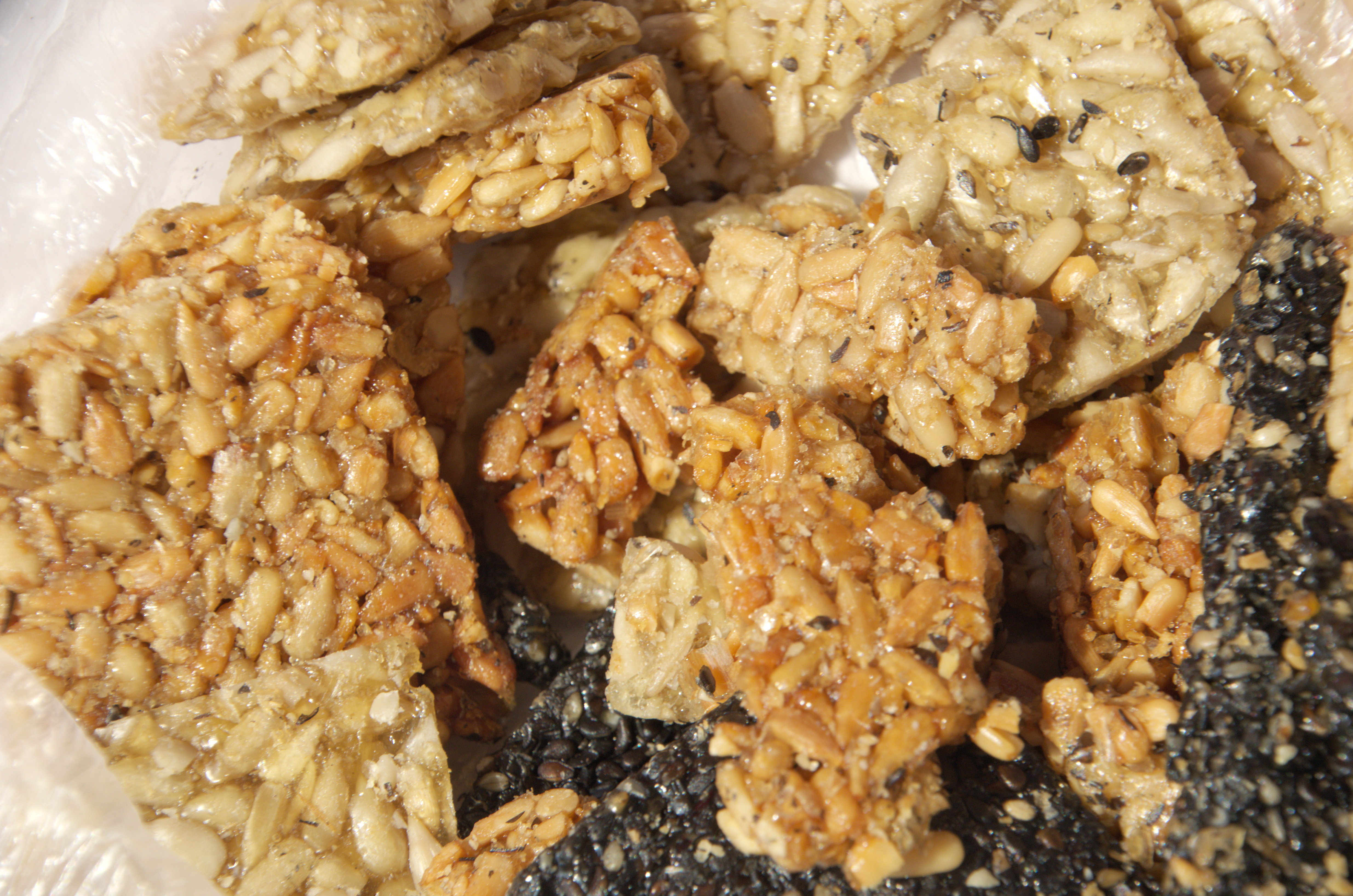
Biscuits d'orge du Tibet au sésame et au miel.

La tsampa, farine d'orge du Tibet grillé, est le sucre lent de base au Tibet. Le chang, bière traditionnelle de la région, utilise notamment cette céréale.
Le thé au beurre de yak tibétain, appelé en mandarin suyoucha (酥油茶, sūyóu chá), est lui-même traditionnellement un mélange de feuilles de thé, d'orge du Tibet et de beurre de yak, de sel et, dans certains cas, de sucre. On peut depuis quelque temps le trouver en sachets lyophilisés, ce qui permet une meilleure conservation et une plus grande facilité de transport que les différents éléments traditionnels, au probable prix d'une légère perte du goût originel.
L'alcool d'orge du Tibet (chinois : 青课酒 ; pinyin : qīngkē jiǔ), est l'alcool le plus courant au Tibet. Cela peut aller des alcools doux jusqu'aux spiritueux, comme le « Qinghai chun » (青海醇), atteignant 52 % du volume.

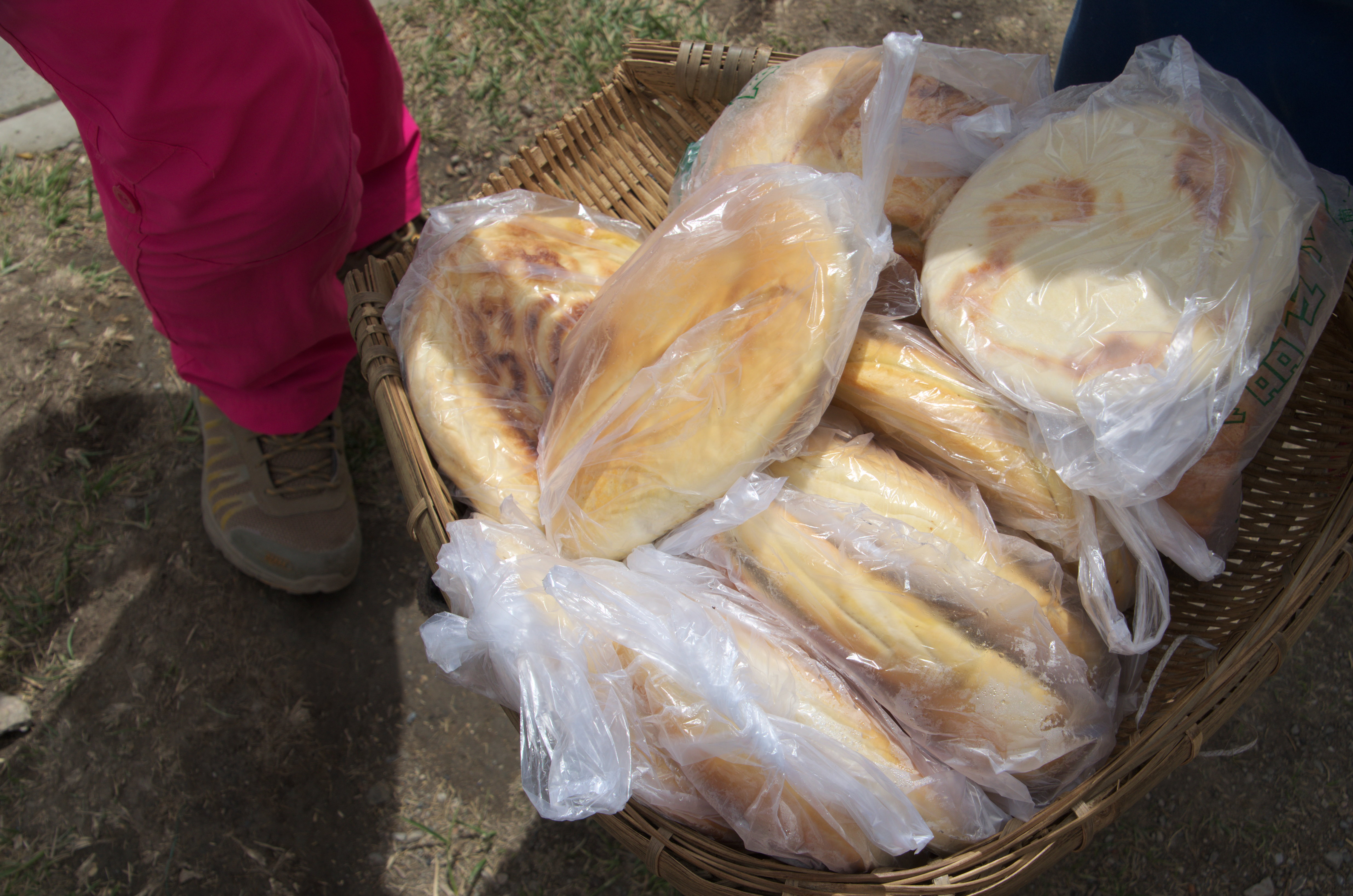
Pains de farine d'orge du Tibet au Xian de Songpan.

Dans le Xian de Songpan, on mange traditionnellement du pain à base de farine d'orge du Tibet.
Des plaques de céréales, constituées d'orge du Tibet, de miel et d'autres ingrédients (青课蜂蜜酥, qīngkē fēngmì sū), faites artisanalement ou industriellement, sont vendues par les minorités tibétaines (Zang) et Qiang.

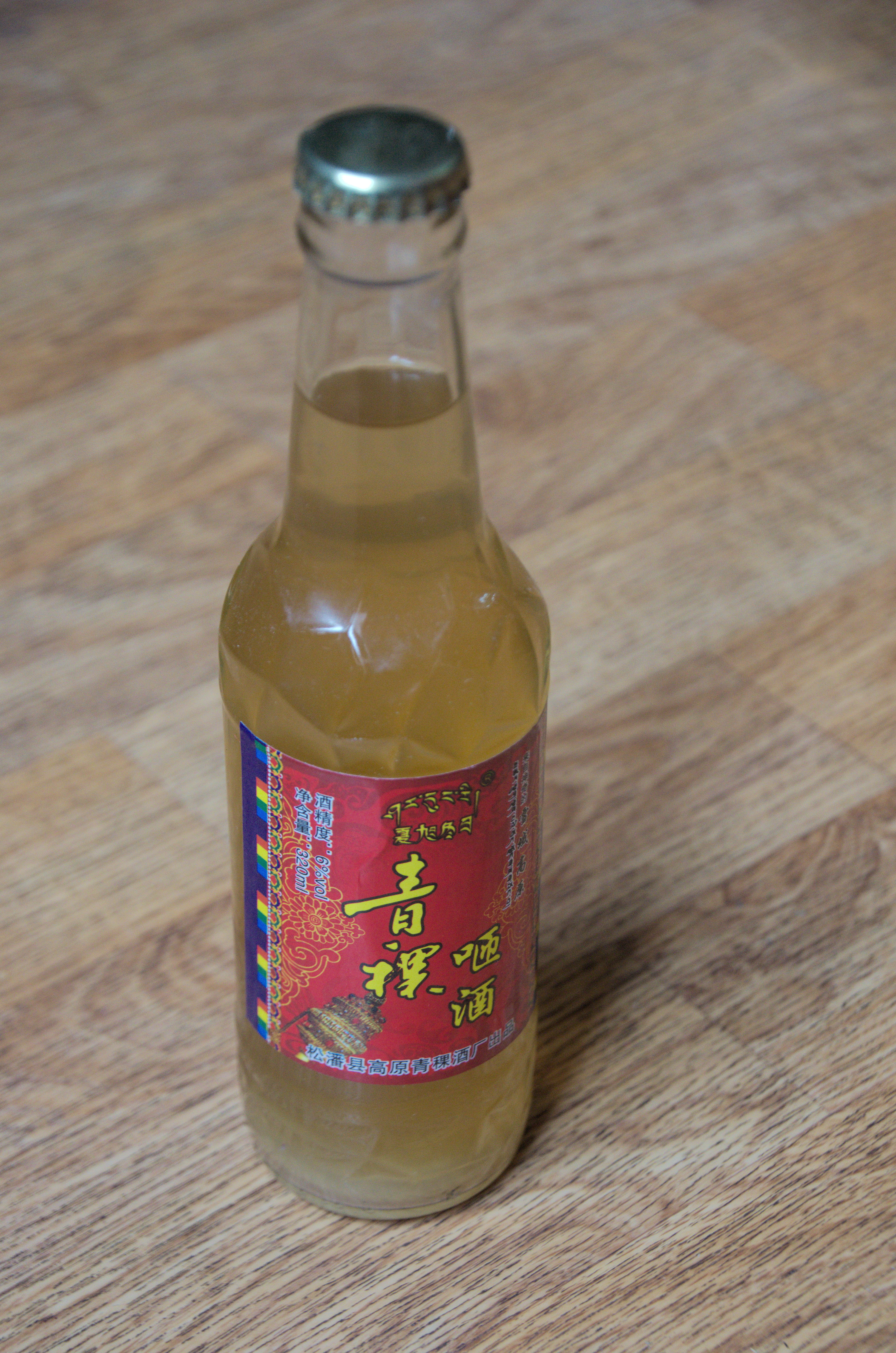
Qingke zajiu (青课咂酒), bière d'orge du Tibet.

Depuis peu, de nouveaux dérivés alimentaires sont fabriqués : pain, farine, gâteaux (de type barres aux céréales) et bière.
La Qingke zajiu (青课咂酒, qīngkē zājiǔ) est une boisson constituée d'eau et de farine d'orge du Tibet fermentée de la même façon que la bière. Légèrement sucrée, elle comporte environ 6 % d'alcool. On en trouve notamment dans la préfecture d'Aba, dans la province du Sichuan.
Le prix de l'orge du Tibet était en forte hausse en juin 2013, avec 4 yuans le kilogramme en raison de la demande croissante.
La bière d'orge du Tibet a trouvé une filière d'exportation aux États-Unis, avec une des variantes de la Lhasa Beer, constituée d'orge du Tibet et d'une variété de malt cultivée en Australie.